# Bootcamp programistyczny
Bootcamp programistyczny – kurs, który pozwala w krótkim czasie na poznanie wiedzy potrzebnej do rozpoczęcia pracy jako programista. Nazwa wzięła się od Boot Campu, czyli od angielskiego określenia na obóz dla rekrutów i która następnie przywędrowała do programowania.

## Historia
Historia bootcampów programistycznych sięga roku 2011, gdy pewna osoba ogłosiła na stronie Hacker News, że nauczy pięć osób programowania. W tym samym roku firma Hungry Academy ogłosiła pierwszy bootcamp z języka Ruby.
W Polsce pierwszy bootcamp został zorganizowany we wrześniu 2013 roku przez firmę Coders Lab. Najpopularniejsze bootcampy w Polsce organizują Coders Lab, SDA, Kodilla, InfoShare oraz Coders Trust.